# Alianza anglo-marroquí
La alianza anglo-marroquí se estableció a finales del siglo XVI y principios del siglo XVII entre los reinos de Inglaterra y la dinastía saadí. La reina Isabel I de Inglaterra y el sultán saadí Ahmad al-Mansur llegaron a acuerdos comerciales sobre la base de una enemistad común con Felipe II de España. El comercio de armas dominaba el intercambio, y también se hicieron numerosos intentos de colaboración militar directa.
La alianza fue mantenida durante algún tiempo por sus sucesores.

## Antecedentes

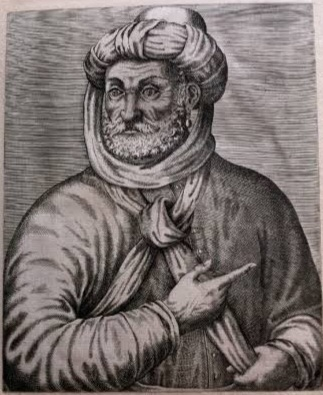
Después de 1578, el Sultán Ahmad al-Mansur convirtió las relaciones entre Inglaterra y los Saadíes en una alianza política.

La alianza entre ambos estados se desarrolló durante el siglo XVI gracias a los intercambios comerciales regulares, en gran parte gracias a la labor de la familia de comerciantes Amphlett. El comercio europeo con Marruecos había estado al mando de España, Portugal y Génova, pero en 1541 los portugueses sufrieron la pérdida de Safi y Agadir, aflojando su control sobre la zona.
Tras la navegación de El León  Thomas Wyndham en 1551, y el establecimiento en 1585 de la Compañía Inglesa de Berbería, el comercio se desarrolló entre Inglaterra y los estados berberiscos, y especialmente Marruecos.
El azúcar, las plumas de avestruz y el salitre de Marruecos se intercambiaban típicamente por telas y armas de fuego inglesas, a pesar de las protestas de España y Portugal.
Isabel I tuvo numerosos intercambios con el sultán Abd al-Malik para facilitar el comercio y obtener ventajas para los comerciantes ingleses. El sultán podía hablar en español e italiano además de árabe. En 1577 escribió a la reina en español, firmando él mismo AbdelMeleck en alfabeto latino. Ese mismo año, la reina envió a Edmund Hogan como embajador de la corte marroquí.

## La alianza saadí
Inicialmente, Isabel se mostró reacia a desarrollar un comercio de armas con el Imperio Saadí, por temor a las críticas de otras potencias cristianas, tal como comunicó Hogan al sultán en 1577. Sin embargo, los contactos pronto se convirtieron en una alianza política como resultado de nuevos intercambios diplomáticos entre Isabel I y el sultán Ahmad al-Mansur, tras la derrota de Portugal en la batalla de Alcazarquivir en 1578.

### Guerra anglo-española

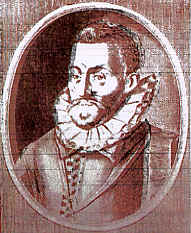
Isabel I trató de obtener la ayuda del Sultán al-Mansur para respaldar la reclamación de Dom António al trono portugués contra Felipe de España.

Las relaciones se intensificaron con la aclamación de Felipe II de España como Rey de Portugal en 1580, y el advenimiento de la Guerra Anglo-Española en 1585. En 1581, Isabel autorizó la exportación de madera de calidad naval a Marruecos a cambio de salitre, un ingrediente necesario en la pólvora. El establecimiento de la Compañía de Berbería en 1585 dio además a Inglaterra el monopolio del comercio con Marruecos durante 12 años. En 1585-1588, a través de la embajada de Enrique Roberts, Isabel trató de obtener la ayuda del Sultán para apoyar a  don António. En 1588, Al-Mansur concedió privilegios especiales a los comerciantes ingleses.
En sus cartas a Al-Mansur, Isabel, que durante un período de 25 años, describió continuamente la relación entre los dos países como «La buena amistad y confederación que hay entre nuestras coronas»,  se presentó a sí misma como Vuestra hermana y pariente según ley de corona y ceptro; Your sister and relative according to the law of the Crown and the Scepter.
En enero de 1589, Al-Mansur, a través de su embajador ante la Reina, Marzuq Rais (Mushac Reyz), solicitó el suministro de remos, carpinteros y armadores, así como el transporte en barcos ingleses, a cambio de su contribución de 150 000 ducados y su ayuda militar para una expedición anglo-marroquí contra España a favor del reclamante portugués, y solicitó también la ayuda militar inglesa en caso de conflicto con los países vecinos no cristianos. Isabel no pudo satisfacer completamente estas demandas, especialmente el transporte de las fuerzas marroquíes, y la negociación se prolongó hasta la muerte de don António en 1595.
Sin embargo, la expedición inglesa de 1589 a Portugal siguió adelante y terminó en un fracaso, ya que la flota inglesa esperaba en vano refuerzos de Inglaterra o Marruecos. Solo el embajador marroquí Marzuq Rais acompañaba a la expedición, a bordo del buque insignia de dom António, disfrazado de noble portugués, y permaneció hasta el verano de 1589.

### Embajada de 1600

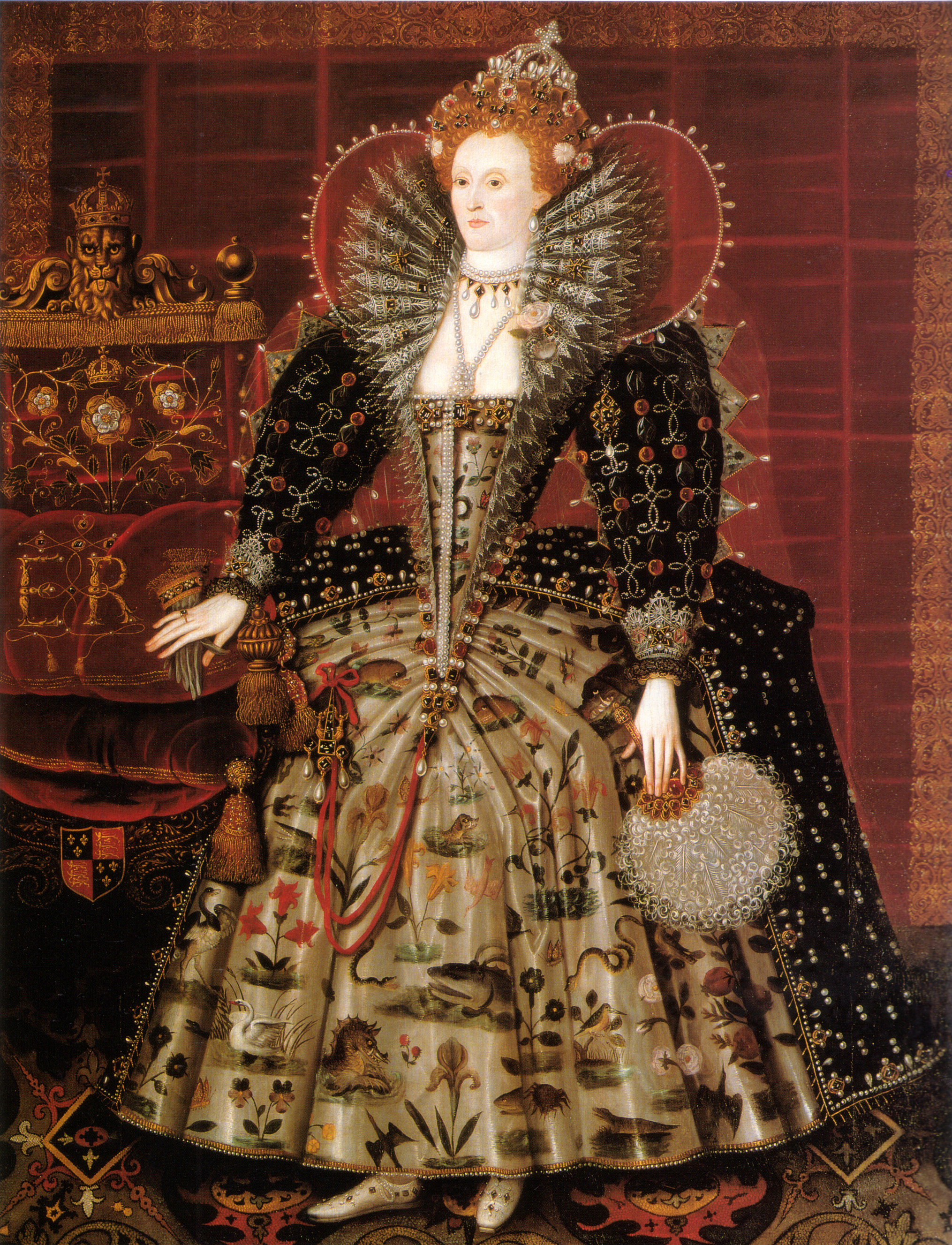
Isabel I de Inglaterra c.1599, de pie sobre una alfombra oriental. Estudio de Nicholas Hilliard.

Las relaciones diplomáticas continuaron intensificándose entre Isabel y los estados de Berbería. Inglaterra entró en una relación comercial con Marruecos en detrimento de España, vendiendo armaduras, municiones, madera, metal a cambio de azúcar saadí, a pesar de la prohibición  papal, lo que llevó al  Nuncio papal en España a decir de Isabel: no hay mal que no haya sido ideado por esa mujer, que, es evidente, socorrió a Mulocco (Abd-el-Malek) con armas, y sobre todo con artillería.
En 1600, Abd el-Ouahed ben Messaoud, el secretario principal del gobernante saadí Mulai Ahmad al-Mansur, visitó Inglaterra como embajador de la corte de la reina Isabel I. Abd el-Ouahed ben Messaoud pasó 6 meses en la corte de Isabel, con el fin de negociar una alianza contra España. El gobernante saadíquería la ayuda de una flota inglesa para invadir España, Isabel se negó, pero acogió la embajada como una señal de seguro, y en su lugar aceptó establecer acuerdos comerciales. La reina Isabel y el rey Ahmad continuaron discutiendo varios planes para operaciones militares combinadas, con Isabel pidiendo un pago de 100 000 libras por adelantado al rey Ahmad para el suministro de una flota, y Ahmad pidiendo que se enviara un barco alto para conseguir el dinero. Isabel acordó vender suministros de municiones a Marruecos, y ella y el Mulai Ahmad al-Mansur hablaron de vez en cuando de montar una operación conjunta contra los españoles. Las discusiones, sin embargo, no fueron concluyentes, y ambos gobernantes murieron a los dos años de la embajada.

### Jaime I y Carlos I

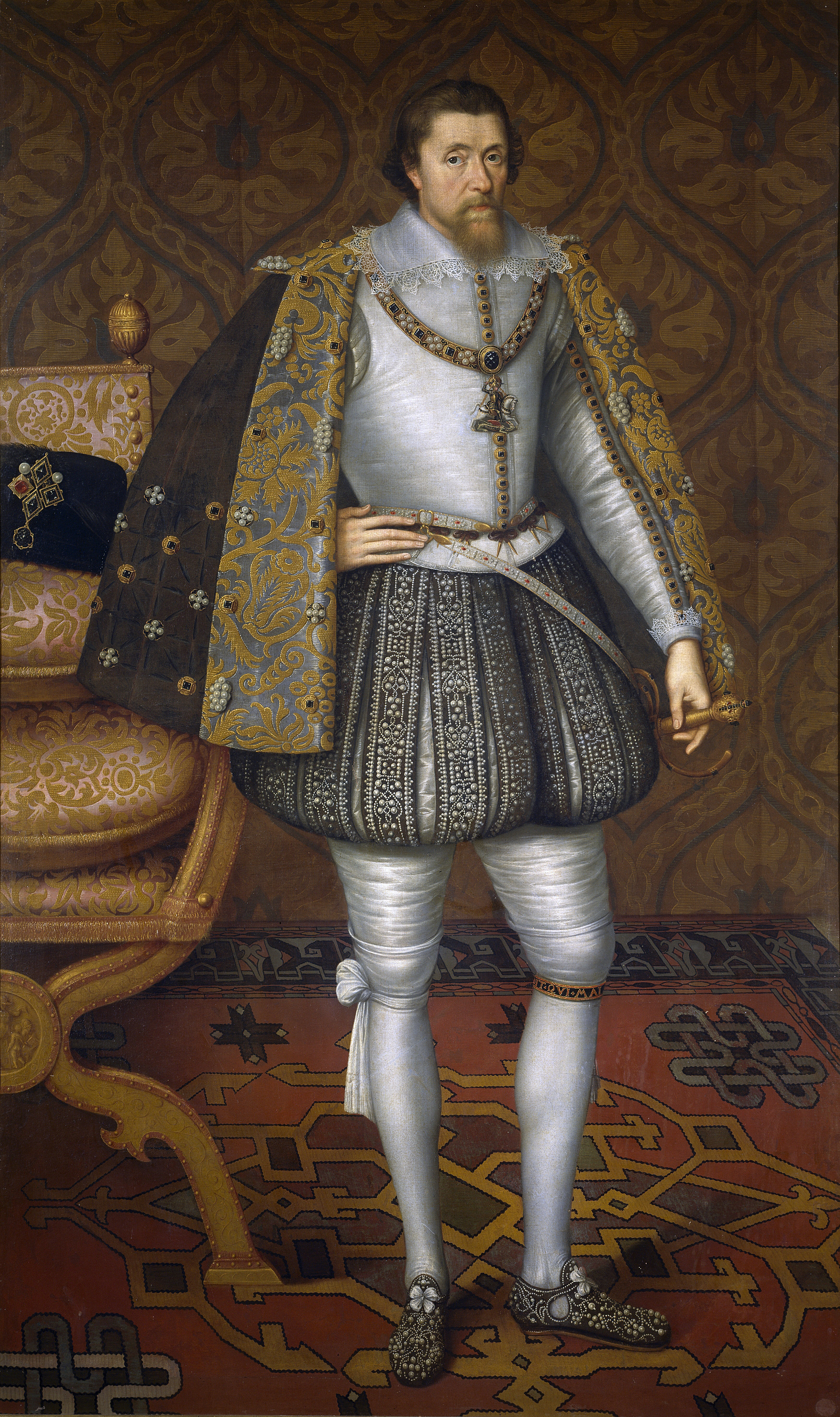
Jaime I de Inglaterra del período 1603-1613, de pie sobre una alfombra oriental, de Paul van Somer I (1576-1621).

Marruecos había caído en un estado de anarquía tras la muerte de Ahmed al-Mansur en 1603, y los señores de la guerra locales habían ido en aumento, haciendo que la alianza con el Sultanato fuera cada vez menos significativa. Jaime I también hizo las paces con España al adherirse en 1604 al Tratado de Londres. Sin embargo, las relaciones continuaron bajo el mandato de Jaime I, quien envió a su embajador John Harrisson a Muley Zaydan en 1610 y de nuevo en 1613 y 1615 para obtener la liberación de los cautivos ingleses en Marruecos. Los corsarios ingleses como Jack Ward continuaron prosperando en colaboración con los estados berberiscos, incluido Marruecos.

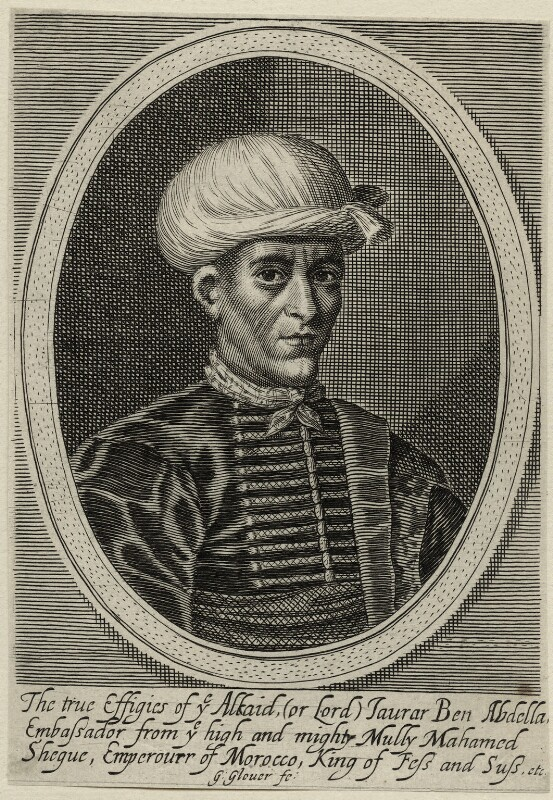
El embajador saadí Jawdar, 1637.

Durante la Guerra de los Treinta Años bajo el gobierno de Carlos I, Inglaterra buscó la ayuda militar saadí contra España en Tetuán y Salé. Inglaterra esperaba obtener la cooperación marroquí después del ataque inglés de 1625 a Cádiz, pero la campaña resultó desastrosa y arruinó el prestigio de Inglaterra.
El 10 de mayo de 1627, Inglaterra aprobó un acuerdo con uno de estos señores de la guerra locales, el líder Muyahidín Sidi al-Ayachi para obtener su ayuda en la liberación de los cautivos ingleses, a cambio del suministro de provisiones y armas. Inglaterra y Al-Ayyashi colaboraron durante un período de unos 10 años, como en el intento de liberación coordinada de Mehdía.
En 1632, la ciudad de Salé, un importante puerto para la piratería, fue tomada conjuntamente por un escuadrón inglés y las fuerzas magredíes, permitiendo la pacificación de la ciudad y la liberación de los prisioneros cristianos.

### Conflicto con Marruecos
El 13 de mayo de 1637 se firmó una Convención entre Carlos I y Sidi Mohammed el-Ayachi, maestro de Salé, que permitía el suministro de armamento militar al Sultán. Las relaciones se enfriaron hasta tal punto que los marroquíes emboscaron y derrotaron a las afueras de Tánger (cedida por Portugal en enero de 1662) a a la guarnición inglesa el 4 de mayo de 1664, acabando con la vida del gobernador y 470 soldados.

### Primeras embajadas marroquíes

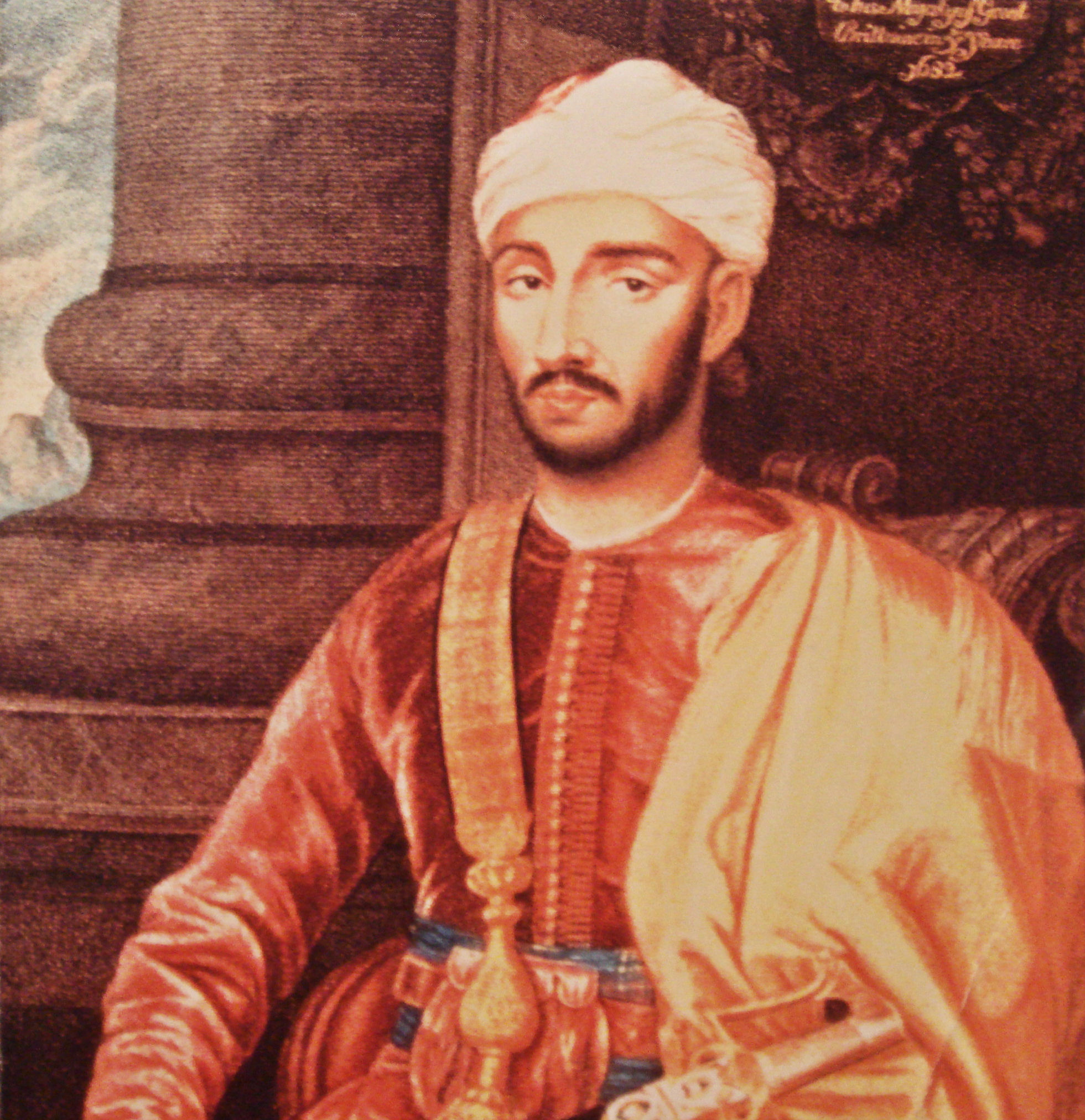
Mohammed bin Hadou, embajador marroquí de Mulay Ismail en Inglaterra en 1682.

Las relaciones mejoraron bajo el gobernante marroquí Mulay Ismail. En 1682, envió a Mohammed bin Hadou como embajador marroquí enviado a la corte inglesa de  Carlos II. Mohammed pasó seis meses en Inglaterra, en una visita muy comentada. Visitó Oxford, Cambridge y la Royal Society, entre muchos otros lugares. Dos años después, el 5 de febrero los ingleses abandonaban Tánger, destruyendo la ciudad, el puerto y las fortificaciones. Estos intercambios duraron unos cuarenta años de alianzas cambiantes entre Inglaterra y Marruecos, relacionados con los conflictos europeos, los asuntos comerciales, los piratas de la costa de Berbería y el intercambio de cautivos.

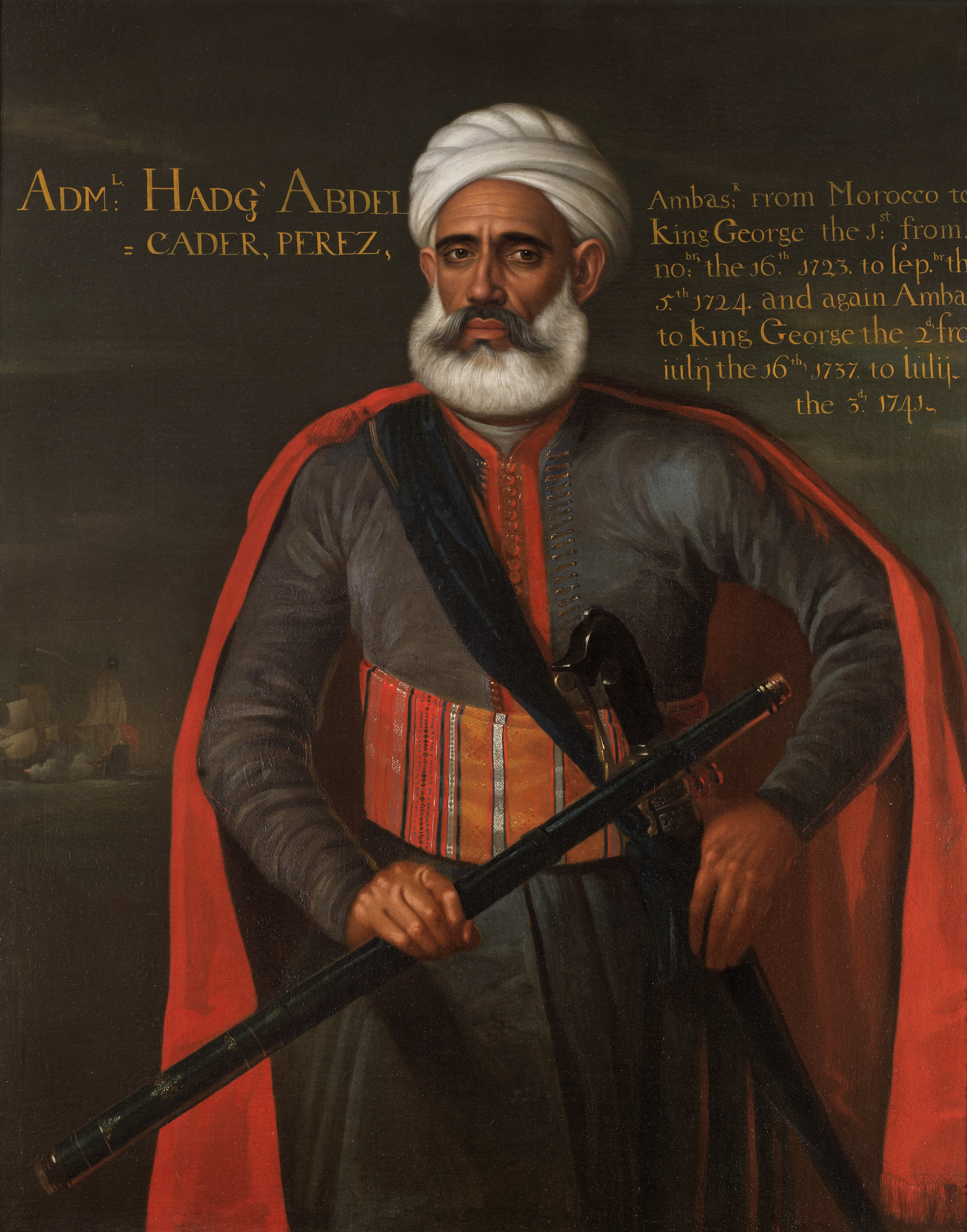
Embajador Almirante Abdelkader Pérez, 1723-1737.

Uno de los puntos culminantes de estos contactos ocurrió en 1720-21, cuando los embajadores ingleses John Windus y el Comodoro Honorable Charles Stewart visitaron Marruecos. Consiguieron firmar un tratado diplomático con Marruecos por primera vez y regresaron a su país con 296 esclavos británicos liberados. Los embajadores marroquíes fueron enviados de nuevo a Inglaterra en 1726 (Mahoma y Bo-ally), y en 1727 John Russel firmó un nuevo tratado con el sucesor de Mulay Ismail. Otro tratado fue firmado por John Drummond-Hay en 1865.

## Impacto en la literatura

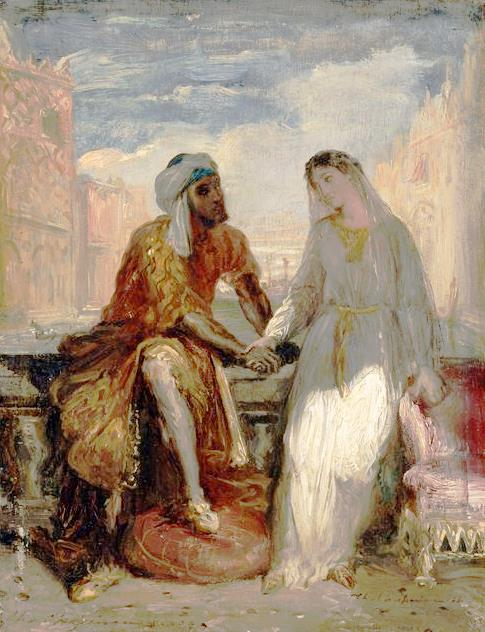
Otelo y Desdémona en Venecia de W. Shakespeare, de Théodore Chassériau.

Se cree que estas intensas relaciones entre Inglaterra y Marruecos han tenido un impacto directo en las producciones literarias de la época en Inglaterra, especialmente en las obras de  Shakespeare, o La batalla del Alcázar de George Peele.

Estos contactos posiblemente influyeron en la creación de los personajes de Shylock, o el Príncipe de Marruecos en El mercader de Venecia. Incluso se ha sugerido que la figura de Abd el-Ouahed ben Messaoud puede haber inspirado el personaje del héroe moro de Shakespeare Otelo.